# Latifur Rehman
Latifur Rehman, auch Latif-ur Rehman (* 1. Januar 1929 in Indore; † 27. Februar 1987 in Faisalabad) war ein pakistanischer Hockeyspieler, der bei den Olympischen Spielen 1948 für Indien Gold und 1956 für Pakistan Silber gewann.
Von 1928 bis 1936 hatte Indien drei olympische Goldmedaillen gewonnen, nach dem Zweiten Weltkrieg wurden Indien und Pakistan unabhängig, die Hockey-Hochburg Punjab wurde zwischen Indien und Pakistan aufgeteilt und auch in Bengalen mussten sich Spieler zwischen Pakistan und Indien entscheiden.
Latifur Rehman spielte bei den Olympischen Spielen 1948 in London mit der indischen Mannschaft. Er wurde zwar nur in einem Gruppenspiel eingesetzt, half aber damit den Indern beim Gewinn der vierten Goldmedaille in Folge. Ab 1950 spielte Rehman für die pakistanische Nationalmannschaft. Bei den Olympischen Spielen 1952 in Helsinki wirkte der Flügelstürmer in drei Spielen mit, die Mannschaft belegte am Schluss den vierten Platz. Bei den Olympischen Spielen 1956 in Melbourne spielte Rehman in zwei Vorrundenspielen, die pakistanische Mannschaft gewann am Schluss Silber, nachdem im Finale die Inder siegreich blieben.